# ابی کوئین
ابی کوئین (انگلیسی: Abby Quinn؛ زادهٔ ۱۹۹۵/۱۹۹۶ (۲۸–۲۹ سال)) بازیگر سینما، و بازیگر تلویزیون اهل ایالات متحده آمریکا است. وی از سال ۲۰۱۲ میلادی تاکنون مشغول فعالیت بوده‌است.

## فیلم‌شناسی
- در کابین را بزن (۲۰۲۳)
- من به پایان دادن به اوضاع فکر می‌کنم (۲۰۲۰)
- بعد از عروسی (۲۰۱۹)
- زنان کوچک (۲۰۱۹)
- بامبلبی (۲۰۱۸)
- تلفن ثابت (۲۰۱۷)